# Archidiocèse de Sorrente-Castellammare di Stabia
L' archidiocèse de Sorrente-Castellammare di Stabia (en latin : Archidiœcesis Surrentina-Castri Maris o Stabiensis ; en italien : Arcidiocesi di Sorrento-Castellammare di Stabia) est un archidiocèse de l'Église catholique en Italie, suffragant de l'archidiocèse de Naples et appartenant à la région ecclésiastique de Campanie.

## Territoire
Il est situé dans une partie de la ville métropolitaine de Naples, le reste se trouvant dans l'archidiocèse de Naples et les diocèses de Nole, de Pouzzoles, d'Acerra et d'Ischia. L'archidiocèse couvre une partie de la commune de Pompéi dont l'autre moitié est dans la prélature territoriale de Pompéi. Il a aussi sous sa juridiction l'île de Capri. Son territoire s'étend sur 205 km2 avec 88 paroisses regroupées en 4 archidiaconés. L'évêché est à Sorrente où se trouve la cathédrale Saint-Philippe-et-Saint-Jacques. La  cathédrale de l'Assomption de Castellammare di Stabia est cocathédrale depuis la fusion en 1986 des diocèses de Sorrente et Castellammare di Stabia. Dans cette dernière ville, se trouve le sanctuaire du Sacré-Cœur qui garde le corps de la bienheureuse Marie Madeleine Starace, fondatrice des sœurs compassionistes servites de Marie.
L'archidiocèse compte trois autres anciennes cathédrales : l'église de Massa Lubrense, l'église de l'Annonciation de Vico Equense (it) et l'église Saint-Étienne de Capri (it) où se trouve le corps de la vénérable Séraphine de Dieu. Il compte aussi quatre basiliques mineures : la basilique Notre-Dame du Laurier de Meta (it) ; la basilique Saint-Antonin de Sorrente (it), la basilique Notre-Dame de Pozzano (it) et la basilique Saint-Michel-Archange de Piano di Sorrento (it).

## Histoire
L'archidiocèse actuel est fondé le 30 septembre 1986 par l'union de l'archidiocèse de Sorrente et le diocèse de Castellammare di Stabia avec le décret Instantibus votis de la congrégation pour les évêques.

### Archidiocèse de Sorrente
Les origines et la diffusion du christianisme dans la péninsule de Sorrento sont incertaines. Selon la tradition, l'apôtre saint Pierre, lors de son voyage à Rome , s'arrête dans la baie de Crapolla aujourd'hui sur le territoire de Massa Lubrense. Le martyrologe fait mémoire le 19 mars du martyre à Sorrente de Marc, Quintus et de ses compagnons au IIIe siècle. L'origine du diocèse de Sorrente est également incertaine. Les traditions hagiographiques et liturgiques donnent quatre évêques, René, Valère, Athanase et Baculo (it), qui ont vécu à une époque inconnue entre le Ve siècle et le VIIe siècle. Le premier d'entre eux, René, a peut-être vécu dans la première moitié du Ve siècle.
Le premier évêque historiquement connu est Rosario qui, avec l'évêque Ours de Stabia, prend part au concile de Rome de 499 organisé par le pape Symmaque. Un siècle plus tard, le recueil de lettres du pape Grégoire le Grand nous fait connaître l'évêque Jean, par une lettre d'avril 591 ; le même évêque participe au concile de Rome de 595 (it) ; enfin, Giovanni est toujours le destinataire de certaines lettres du pape au cours des derniers mois de 598. Il meurt certainement entre 599 et le début des années 600, car on sait que son successeur présumé, saint Amand, est déclaré mort le 13 avril 617.
L'époque à laquelle le diocèse de Sorrente est élevée au rang de siège métropolitain est également incertaine. Selon les diptyques de Sorrente, le premier archevêque est Léopard, qui a vécu dans la première moitié du Xe siècle, bien que Ferdinando Ughelli réfute cette thèse au XVIIe siècle. Le Liber Confratrum certifie que le premier archevêque est Maraldo, qui a vécu dans la première moitié du XIe siècle ; cependant, comme l'a signalé Bartolommeo Capasso (it), le seul document attestant de l'existence de ce prélat (1005) l'indique en tant qu'évêque et non en tant qu'archevêque. Il s’agit bien de l’archevêque métropolitain Jean, attesté pour la première fois en 1059, lorsqu’il participe au synode de Bénévent organisé par le pape Nicolas II. En 1071, il participe à la consécration de la nouvelle église de l'abbaye de Mont-Cassin. 
Au Xe siècle, le diocèse est élevé au rang d'archidiocèse métropolitain avec, pour suffragants, les trois diocèses de Vico Equense (it), Massa Lubrense (it) et Stabia appartient à la province ecclésiastique de Sorrente, les deux premiers étant vraisemblablement érigés au cours de la même période où Sorrente est élevé au rang métropolitain.
À partir du XVIe siècle, certains archevêques mettent en œuvre les décisions du concile de Trente. Giulio Pavesi (1558-1571) s’applique à réformer la discipline ecclésiastique et des monastères et convoque un conseil provincial en 1567, imité par Giuseppe Donzelli (1574-1588) en 1584. Antonio Angrisani (1612-1641) favorise et développe des confréries, tandis que Diego Petra (1680-1699) fonde le séminaire archiépiscopal, une institution particulièrement prise en charge par ses successeurs, Filippo Anastasio (1699-1724) et Ludovico Agnello Anastasio (1724-1758).
À la suite du concordat signé à Terracine, le 16 février 1818, entre le Saint-Siège et le royaume des Deux-Siciles qui prévoyait la réduction du nombre des sièges épiscopaux, la bulle De utiliori du 27 juin 1818 du pape Pie VII supprime le diocèse de Vico Equense, vacant depuis 1799,et ceux de Capri et de Massa Lubrense, et incorpore leur territoire à celui de l'archidiocèse. Le diocèse de Castellammare di Stabia devient l'unique suffragant de l'archidiocèse.

### Diocèse de Castellammare di Stabia
La présence d'une église chrétienne primitive dans la région de Stabia a lieu entre le IIIe et le IVe siècle, comme en témoignent les découvertes archéologiques dans la zone dite  area christianorum, sous la cathédrale de Castellammare di Stabia : ce sont des lampes à huile avec des symboles chrétiens, une fibule en ivoire sur laquelle sont représentés les apôtres Pierre et Paul, des sarcophages et une tuile ornée du monogramme du Christ. Les fouilles effectuées en 2005 ont mis au jour des peintures chrétiennes des IIIe et IVe siècles. 
Le premier évêque de Castellammare attesté par les sources est Ours, cité dans les actes du concile de Rome célébré à Rome en 499 sous le pape Symmaque. Son successeur est l’évêque Lorenzo, connu par son épitaphe, maintenant disparue, qui lui assigne douze ans d’épiscopat, de 600 ans à sa mort, survenue le 26 février 612. Iuventino prend part au concile de Latran de 649. Entre le VIe et le VIIe siècle, le saint évêque Catelle est nommé, dont les événements sont étroitement liés à ceux de saint Antonin de Sorrente, qui sont aujourd'hui les deux patrons de l'archidiocèse. Plus tard, la chronologie des évêques de Stabia devient très incertaine et incomplète jusqu'au XIe siècle, période au cours de laquelle le diocèse devient vraisemblablement une partie de la province ecclésiastique de l'archidiocèse de Sorrente.
Parmi les évêques de Stabi, citons Antonino di Sorrento (1327-1331), disciple de Duns Scot, puis métropolitain d' Amalfi ; Juan Fonseca (1537-1559), prend part au concile de Trente et fut aumônier majeur de la vice-royauté ; Pio Tommaso Milante (1743-1749), auteur de De Stabiis stabiana ecclesia et episcopis eius, important pour l'étude de l'histoire du diocèse et pour les références documentaires qui y sont contenues ; cet évêque met en place un séminaire pour la formation de clercs dans le palais épiscopal.
Le 27 juin 1818, le diocèse de Lettere (it) est supprimé par la bulle De utilori du pape Pie VII et son territoire est incorporé à celui de Castellamare di Stabia. Bernardo della Torre, dernier évêque de Lettere, est transféré sur le siège de Castellammare, resté vacant depuis 1800. Jusqu'à cette date, le diocèse de Stabia ne comprenait que le siège épiscopal.
En 1860, l'évêque Francesco Petagna (1850-1878) et l'archevêque de Sorrente sont forcés de s'exiler à Marseille ; les suivants prennent part au premier concile œcuménique du Vatican. Dans la seconde moitié du XIXe siècle, les évêques favorisent la création de congrégations religieuses, parmi lesquelles les sœurs des Sacrés-Cœur fondées par Mgr Petagna en 1871, les sœurs compassionistes servites de Marie et les franciscaines alcantarines.
En 1935, le diocèse de Castellammare cède une partie de son territoire de la ville de Pompéi en vertu du décret de la congrégation pour les évêques qui définit le territoire de la prélature territoriale de Pompéi. En avril 1967, Raffaele Pellecchia est nommé coadjuteur de l'archevêque de Sorrente et administrateur apostolique de Castellammare, avec obligation de résidence dans cette ville.

### Archidiocèse de Sorrente-Castellammare di Stabia

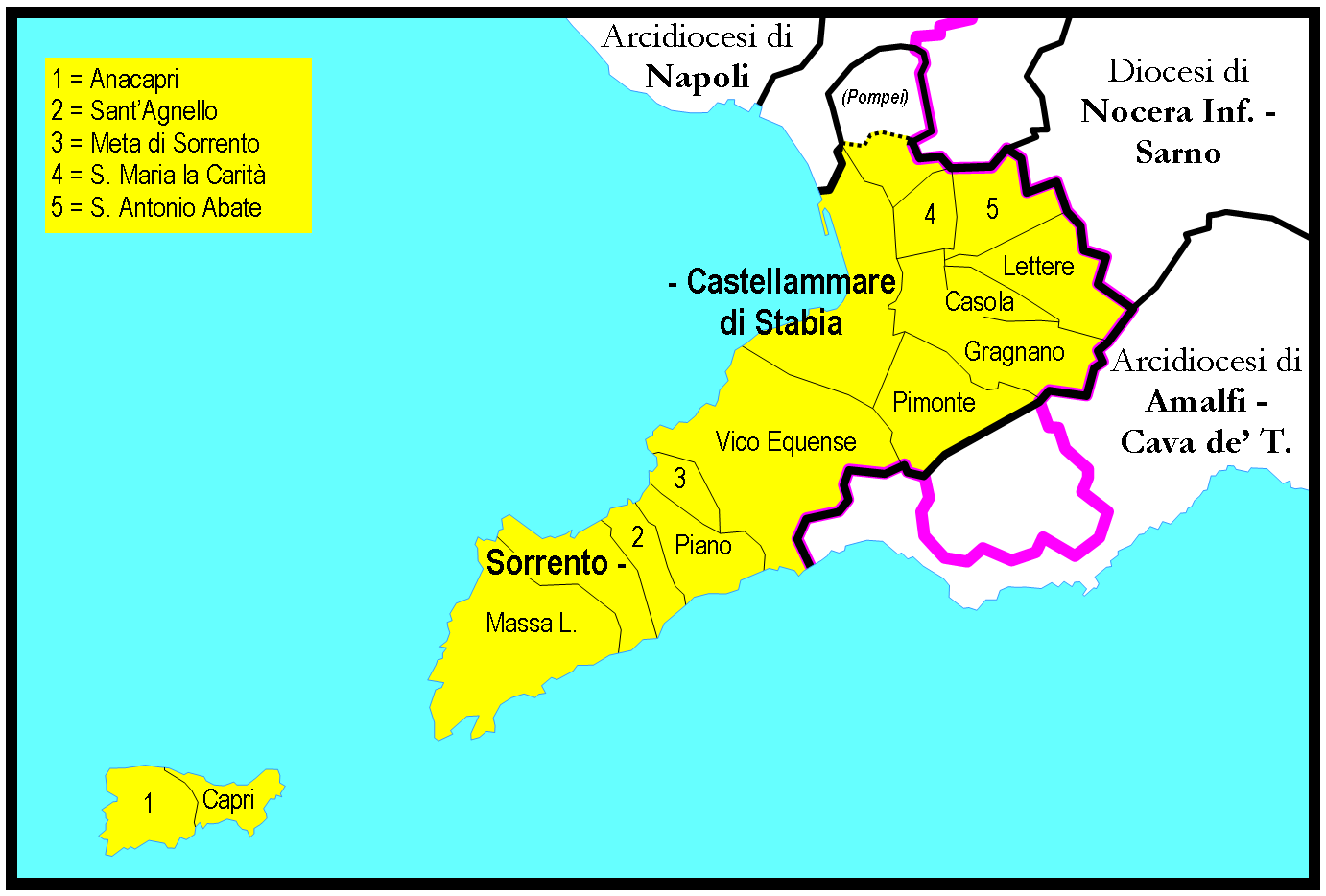

Le 30 juillet 1972, Raffaele Pellecchia, évêque de Castellammare di Stabia, succède à Carlo Serena en tant qu'archevêque de Sorrente, unissant ainsi les deux sièges in persona episcopi. En 1979, par la constitution apostolique Quamquam Ecclesia du pape Jean-Paul II, l'archidiocèse de Sorrente cesse d'être métropolitain et devient suffragant de l'archidiocèse de Naples. Par le décret Instantibus votis du 30 septembre 1986 de la congrégation pour les évêques, les deux sièges sont pleinement unis et l'archidiocèse prend son nom actuel. Le premier archevêque des sièges unis est Antonio Zama.

## Sources
- (it) Cet article est partiellement ou en totalité issu de l’article de Wikipédia en italien intitulé « Arcidiocesi di Sorrento-Castellammare di Stabia » (voir la liste des auteurs).

- (it) Cet article est partiellement ou en totalité issu de l’article de Wikipédia en italien intitulé « Diocesi di Castellammare di Stabia » (voir la liste des auteurs).

### Articles liés
- Liste des diocèses et archidiocèses d'Italie
- Église catholique en Italie